# Rolls-Royce AE 3007
Le Rolls-Royce AE 3007 est un turboréacteur à double flux à fort taux de dilution de taille moyenne, produit par Rolls-Royce North America (en), la filiale américaine de la société britannique Rolls-Royce Holdings plc.. Au sein des armées, il est désigné F137. Plus de 2 200 exemplaires sont actuellement en service.

## Conception et développement
Le moteur fut initialement développé à partir de 1988 par l'Allison Engine Company en collaboration avec Rolls-Royce, afin de produire un moteur dans la gamme des 37 kN de poussée devant propulser le FJX, un avion de transport régional proposé par la société Short Brothers, d'Irlande du Nord. Le moteur du FJX, alors désigné RB.580, devait combiner le cœur du Rolls-Royce T406 avec un corps de compresseur basse-pression fourni par Rolls-Royce. Fin 1989, une certaine incertitude concernant le projet de Shorts, ainsi que l'importance croissante du programme Trent, menèrent Rolls-Royce à lâcher le programme, et Allison décida de le continuer seule. Allison restructura le programme, bien qu'il fût toujours destiné à accomplir l'objectif initial de poussée visé, selon le critère de conception initial alors désigné « Airline Standard ». La compagnie s'engagea également dans la conception d'une nouvelle soufflante à grande corde sans amortisseurs et une nouvelle turbine à basse-pression.
En quelques mois, Allison parvint à obtenir une commande ferme de lancement de la part de la société brésilienne Embraer, pour motoriser son ERJ 145, et six mois plus tard fut annoncée la sélection du moteur pour le Cessna Citation X, alors déclaré comme étant l'avion d'affaires le plus rapide du monde. Le premier exemplaire du moteur, désigné GMA3007 en raison de l'appartenance d'Allison à la compagnie General Motors à ce moment-là, débuta les tests au milieu de l'année 1991 et, au milieu de l'année 1992 fut installé pour effectuer des essais en vol sur un Citation transformé en banc d'essai volant. Il est à noter que, désormais, Allison appartient à Rolls-Royce North America.

## Caractéristiques techniques

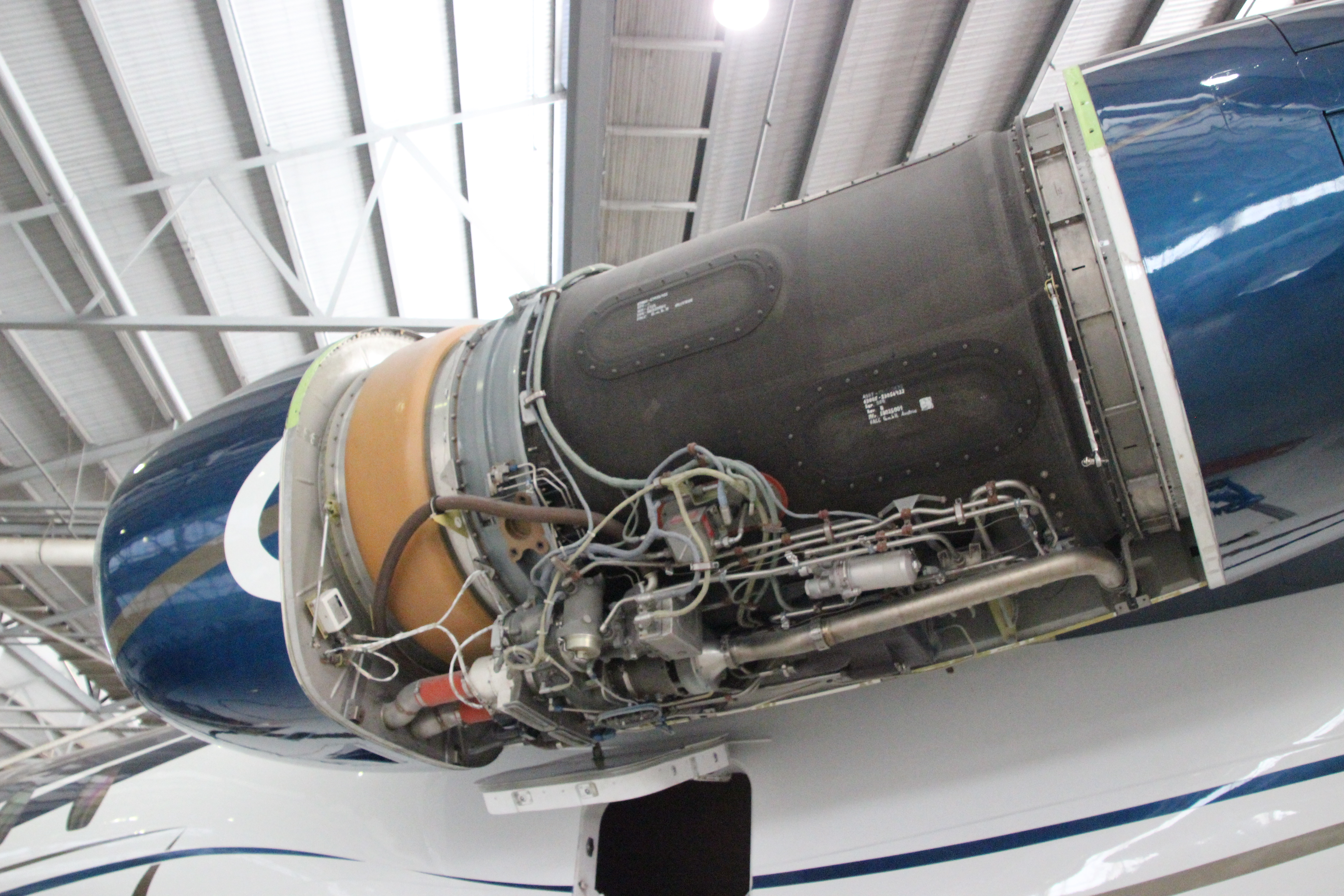
Un Rolls-Royce AE 3007 installé sur un Cessna Citation X en cours de maintenance.

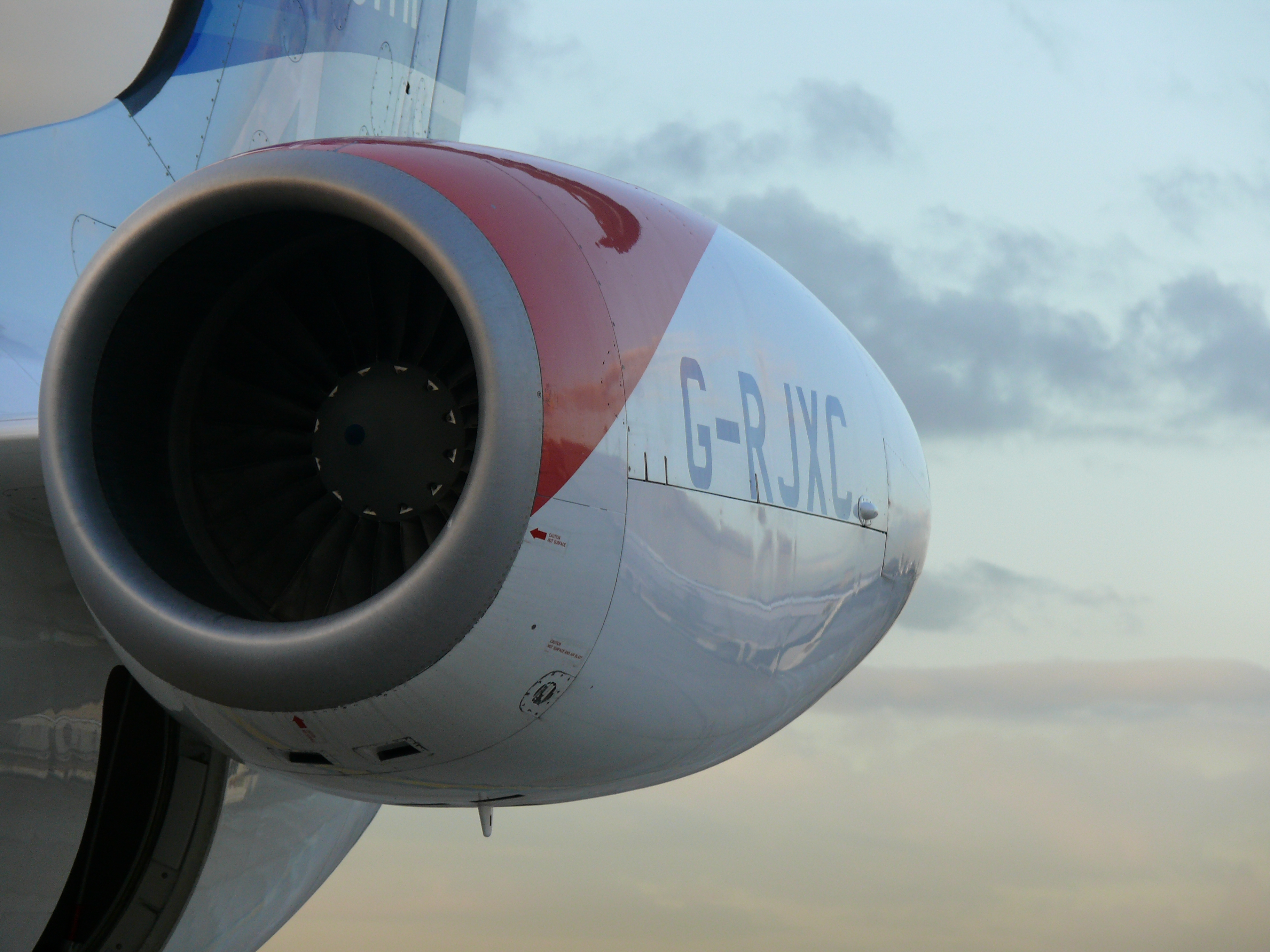
Un Rolls-Royce AE 3007 installé sur un Embraer ERJ 145.

Le moteur fournit une poussée pouvant atteindre les 42 kN. Il est constitué d'une soufflante à un étage et d'un compresseur axial haute-pression à 14 étages, entraînés respectivement par une turbine basse-pression à 3 étages et une turbine haute-pression à 2 étages. La tuyère d'échappement est de type « mélangeur » et est dotée de 12 lobes. Le fonctionnement du moteur est surveillé et contrôlé par deux unités FADEC redondantes. Le cœur de ce moteur est commun avec celui des Rolls-Royce « Liberty », moteurs du V-22 Osprey, et AE 2100, moteurs équipant certaines versions du C-130 Hercules.
Son constructeur vante ses qualités en mettant en avant sa faible consommation et sa grande endurance, utile notamment pour des drones effectuant des missions de plus de 30 heures d'affilée à près de 20 000 mètres d'altitude.

### Soufflante et corps BP
La mise au point de la soufflante du moteur fut le plus gros défi pour la compagnie Allison. Les 24 pales furent conçues en titane plutôt qu'en composites, car il fut constaté que le gain de masse potentiel sur un tel élément, de taille plutôt réduite (seulement 970 mm), serait bien trop peu intéressant pour mériter une telle dépense de ressources en ingénierie. La compagnie mena les premiers essais au banc seulement dix mois après le lancement du début du programme. Bien que ces premiers tests aient montré que la soufflante ne subissait aucun phénomène de fluage, Allison décida quand-même de dessiner une seconde soufflante, améliorant le flux aérodynamique et l'efficacité à hautes vitesses. Cette soufflante fut ensuite légèrement endommagée lors des essais de collision aviaire, et il fut décidé « d'affûter » le bord d'attaque des pales afin d'augmenter leur résistance face aux impacts de gros volatiles. Une ultime vérification du dessin de la soufflante fut effectuée pendant un quatrième test sur banc en 1993, et d'autres tests d'ingestion en 1994, au cours desquels le moteur put ingérer des oiseaux de 1,8 kg.
D'autres recherches menèrent à la création d'un cône d'entrée d'air du moteur en aluminium, plutôt qu'en composites, bien que ces derniers fussent plus légers. Il fut en effet constaté au cours des tests que, lors d'une défaillance, les cônes en fibres composites avaient tendance à éclater, et les fragments étaient aspirés par le moteur et endommageaient ses organes internes. La pointe du spinner (désignation anglophone du cône d'entrée d'air d'un réacteur) est en caoutchouc souple. Cette solution lui permet de se déformer lorsqu'il est chargé de glace et brise cette accumulation de glace avant qu'elle n'atteigne de trop grandes dimensions, qui mettraient en danger la sécurité du vol. La pente de ce cône est alignée avec les lèvres de l'entrée d'air du cœur central du moteur, qui est - elle - bien reculée par rapport à la soufflante. Cette conception est théoriquement censée centrifuger l'eau et des débris, ainsi qu'apporter une réduction du bruit produit par le moteur. De même, le relativement faible diamètre de la soufflante diminue le bruit caractéristique de meuleuse habituellement créé par les turbofans de grandes dimensions lors du décollage. D'autres mesures de réduction du bruit ont pu être entreprises grâce à des études de comportement des fluides en trois dimensions sur ordinateur (Conputational Fluid Dynamics, ou CFD). Elles ont permis par exemple de diminuer l'intensité des ondes de choc produites par les pales de la soufflante, mais aussi d'espacer la soufflante par-rapport au canal du flux secondaire du moteur, afin de diminuer la résonance harmonique à certains régimes de fonctionnement. La soufflante est entourée par un carénage en Kevlar.

### Compresseur
La filiation avec le T406 est visible dès que l'on observe le cœur de l'AE3007. Le moteur possède en effet le même compresseur axial à 14 étages que ce dernier. Il est contenu à l'intérieur d'un carénage en alliage de titane Ti6-2-4-2 usiné chimiquement, mais emploie des pales et des guides de stator en acier pour plus de durabilité. Les huit premiers étages sont en acier 17-4PH, comme dans le T406, alors que les étages no 9 à 14 sont constitués en Inconel 718, plus résistant aux hautes températures. Les ingénieurs d'Allison ont choisi d'employer l'acier car il offre une meilleure résistance à l'ingestion de corps étrangers, à la corrosion et à l'usure, des caractéristiques considérées comme essentielles sur le T406, qui devait pouvoir propulser le V-22 sur tous les types de théâtres d'opérations, en mer comme à terre.

### Chambre de combustion
L'assemblage intégré entre la chambre de combustion et son diffuseur devait également être directement dérivé de celui du T406, mais le taux de compression plus élevé de 24 : 1 du 3007, comparé aux « seulement » 16 : 1 des T406 et AE2100, força Allison à revoir le dessin de l'ensemble. Le revêtement de la chambre fut donc finalement refroidi par écoulement plutôt que par convection. La chambre de combustion est dotée de 16 buses d'injection de carburant directionnelles et est perforée au laser de plusieurs milliers de petits trous, selon une disposition et une orientation spécifiques déterminées par les résultats obtenus pendant les essais et les simulations sur ordinateur.

### Turbine
La turbine haute-pression à deux étages n'est que très peu différente de celle des T406/AE2100. Tous les profils sont identiques, mais les orifices de refroidissement des ailettes sont ajustés afin de pouvoir convenir idéalement à la plus haute température de fonctionnement du turbofan AE 3007. Les trois premières rangées d'ailettes (le premier étage de rotor de la turbine et les deux rangées de stators qui l'entourent) sont refroidies par air. Le rotor du deuxième étage de turbine n'est par-contre pas refroidi. Les deux rotors sont constitués en alliage monocristallin CMSX-4.
La turbine basse-pression du 3007 diffère de celle du T406 par la présence d'un troisième étage, que le T406 ne possède pas. La présence de cet étage supplémentaire a été dictée par la nécessité de réduire la vitesse de rotation du corps BP du moteur, afin de maintenir l'extrémité des pales de la soufflante à une vitesse relativement faible, afin de diminuer la production de bruit en fonctionnement. Les guides du premier étage de turbine BP intègrent un thermocouple, qui mesure la température en entrée de turbine. Les premier et deuxième étages de turbine sont en Inconel 738, alors que les ailettes du troisième étage sont en Inconel 713.

### Échappement
Les gaz chauds issus de la combustion, dans le flux primaire (cœur) du moteur, rejoignent le flux d'air frais du canal secondaire à l'intérieur d'une tuyère « mélangeuse » en titane au dessin assez complexe. Allison avait initialement envisagé d'employer une tuyère de style assez classique, mais s'arrêta finalement sur le dessin actuel à 12 lobes, après avoir effectué des tests de performance. La compagnie affirme que ce dessin améliore la consommation spécifique de carburant du moteur, mais réduit également de 6 dB le niveau sonore créé par le mélange des gaz. Le bruit extérieurement perçu pendant le décollage serait ainsi diminué de 2 dB, selon des mesures effectuées le long des pistes.

### Flux secondaire
Le canal véhiculant le flux d'air secondaire du moteur est un composant de grande taille mais de conception assez simple. Il agit non-seulement comme organe de réduction du bruit, comme tous les canaux secondaires de turbofans, mais également comme élément de renfort structurel du moteur. Cette solution technique permet de dévier toutes les charges excessives encaissées par la nacelle du moteur, lors notamment de turbulences ou d'atterrissages brutaux, vers le carénage externe du moteur, plutôt que vers son cœur. Les composites et différentes structures d'aluminium en nid d'abeilles utilisés dans sa conception participent également à la diminution du bruit, le constructeur allant même jusqu'à utiliser les résultats d'expériences effectuées par la NASA pour déterminer la profondeur des nids d'abeilles et la porosité des revêtements internes du conduit. D'autres travaux, concernant la nacelle, furent effectués par le spécialiste des nacelles Rohr sur son site d'essais acoustiques à Brown Field, à San Diego.
Le cœur du moteur est également enfermé dans un revêtement en composites s'étirant de l'admission jusqu'à la chambre de combustion de celui-ci. Allison abandonna l'idée de recouvrir la totalité du cœur du moteur, afin de laisser au personnel de maintenance un accès encore relativement facile aux éléments essentiels du moteur, comme les injecteurs de carburant et les thermocouples de la turbine. Cet abandon coûterait environ 0,2 % en efficacité, mais il permet de gagner un peu de poids et apporte de gros bénéfices au niveau de l'entretien du moteur. Ce dernier point fut d'ailleurs responsable du choix d'Allison de modifier la taille et l'orientation de six grands panneaux d'accès au moteur (panneaux de visite) situés sur le canal secondaire du moteur.

### Structure et accessoires
Le moteur est fixé au fuselage de l'avion via une attache avant et un anneau à l'arrière. Quatre points d'attache sur la face avant lui permettent d'être indifféremment monté le long du fuselage ou dans une nacelle sous les ailes. Ceci a été rendu nécessaire par les fréquents changements de configuration qui ont affecté l'Embraer 145 au début de sa conception. L'anneau arrière en titane peut accueillir un système de montage universel plus lourd à quatre points, pour les appareils régionaux, ou un plus léger à deux points pivotants, pour les avions d'affaires. Dans tous les cas, le système doit pouvoir retenir le moteur en cas de défaillance.
La boîte à accessoires est installée à l'avant sous le moteur et prélève de la puissance sur le corps HP via des engrenages à angles droits et un arbre de transmission, afin d'entraîner les divers systèmes du moteur et de l'avion, parmi lesquels les pompes à huile et à carburant du moteur et les alternateurs à aimants permanents qui alimentent en courant les FADECs. Cette boîte à engrenages est également reliée à deux génératrices, une turbine à air de démarrage et une pompe hydraulique. Elle est différente de celle des T406, ces dernières étant divisées en deux unités et prélevant leur puissance au niveau de la boîte à engrenages de l'hélice.
Le moteur utilise un système de lubrification intégré, consistant en un réservoir d'huile, une pompe, un filtre à 3 µm, et des refroidisseurs d'huile à air et carburant. La pompe à huile collecte et pressurise toute l'huile du système.

## Versions
- AE 3007C, C1, C2 : Cessna Citation X ;
- AE 3007H (F137) : Drones Northrop Grumman GlobalHawk et Triton ;
- AE 3007A, A1, A1/1, A1/3, A3, A1P, A1E, A2 : Famille d'avions régionaux Embraer ERJ.

## Applications
- Cessna Citation X
- Famille Embraer ERJ 145
- Embraer Legacy 600
- Embraer R-99 series
- Northrop Grumman RQ-4 Global Hawk
- Northrop Grumman MQ-4C Triton